# Fremont Peak
Fremont Peak je hora na severu Arizony, ve středo-jižní části Coconino County. Je třetím nejvyšším vrcholem menšího vulkanického pohoří San Francisco Peaks.
Nachází se okolo 3 kilometrů jihovýchodně od nejvyšší hory pohoří Humphreys Peak a přibližně 15 kilometrů severně od města Flagstaff. Fremont Peak je s nadmořskou výškou 3 648 metrů třetí nejvyšší horou Arizony.
Hora je pojmenovaná podle objevitele, armádního úředníka a guvernéra států Kalifornie a Arizona v letech 1878-1882 Johna Ch. Fremonta.